# Captain Island
Captain Island är en ö i Kanada.   Den ligger i territoriet Nunavut, i den östra delen av landet, 1 500 km norr om huvudstaden Ottawa. Arean är 19,0 kvadratkilometer.
Terrängen på Captain Island är platt. Öns högsta punkt är 67 meter över havet. Den sträcker sig 4,7 kilometer i nord-sydlig riktning, och 7,0 kilometer i öst-västlig riktning.